# 万野風穴
万野風穴（まんのふうけつ）は、静岡県富士宮市にある風穴である。大正11年（1922年）に国の天然記念物に指定されている。

## 構造・状態
総延長908mにも及ぶ、富士山の噴火で形成された風穴である。幅および高さは数mから10mである。
洞窟内には溶岩棚や溶岩鍾乳石、縄状溶岩等が確認されている。また生物多様性は豊かであり、環境省レッドリストのうち準絶滅危惧 (NT)であるカネコトタテグモや、静岡県版哺乳類レッドリストに含まれるコキクガシラコウモリといった動物も確認される。
洞窟内は昭和50年（1975年）から昭和58年（1983年）まで一般公開されていたが、昭和59年（1984年）に安全性を詳細に調査した際に危険性が指摘され、同年には閉鎖が決定された。以降、封鎖・保存されたままである。

## 歴史

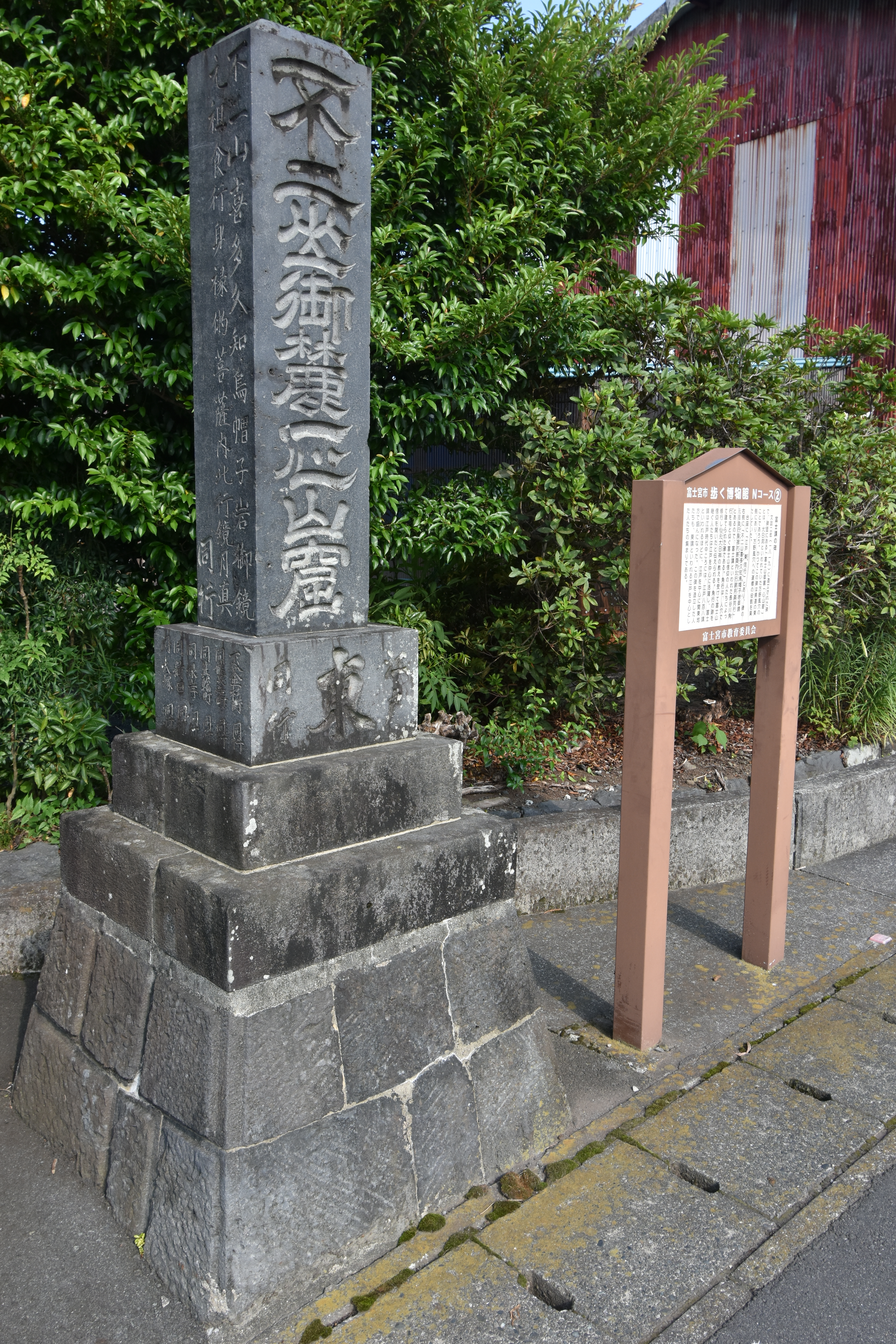
「不二山御麓一心山窟」の富士講碑

『駿河記』に「文化7年庚午、大宮司茂規江戸の人黒木才助とはかり、此窟中に入て其奥を探見る（中略）この分かれめに木を立石を積て前に土器を備てあり」とあり、文化7年（1810年）に富士山本宮浅間大社の大宮司である富士茂矩が調査を行ったことや、洞窟内部に土器が供えられていたこと等が記される。
一方『駿河国新風土記』には「いまだ其穴中を探者なかりしに、文化6年大宮司上総介茂規并に荏戸の産、黒木才助なるもの両人、謀てこの穴を探る」とあり、富士茂矩の探索年を文化6年（1809年）とする。
風穴入口に大日如来坐像が祀られているため、「大日穴」という別称もある。入口には他に薬師如来坐像と富士講碑も安置されている。
また文政2年（1819年）の「不二山御麓一心山窟」と記された標石が中道往還沿いにあり、これは万野風穴へ向かうためのものであった。
万延元年（1860年）『東登山日記簿』という登山日記に万野風穴の記録がある。「不二山御麓一心山窟」の道標と『東登山日記簿』および風穴入口の二像と富士講碑は、富士講のうち「東講」による造立・記録である。このことから、特に東講との深い関わりが指摘される。
大正11年（1922年）3月8日には国の天然記念物に指定された。